# Praeepischnia
Praeepischnia is een geslacht van vlinders van de familie snuitmotten (Pyralidae), uit de onderfamilie Phycitinae.

## Soorten
- P. iranella Amsel, 1954
- P. lydella Lederer, 1865
- P. nevadensis (Rebel, 1910)
- P. taftanella Amsel, 1954